# Małgorzata Zagórska
Małgorzata Anna Zagórska – polska chemiczka, profesor nauk chemicznych, nauczyciel akademicki Politechniki Warszawskiej, specjalność naukowa: chemia fizyczna polimerów.

## Życiorys
Uzyskała stopień naukowy doktora. W 1994 na podstawie dorobku naukowego oraz pracy pt. Conducting poly/4,4'-dialkyl-2,2' - bithionphenes/; preparation, spectroscopie and electrochemical properties otrzymała na Wydziale Chemicznym Politechniki Warszawskiej stopień naukowy doktora habilitowanego nauk chemicznych w dyscyplinie chemia. W 2005 prezydent RP Aleksander Kwaśniewski nadał jej tytuł profesora nauk chemicznych.
Została profesorem na Wydziale Chemicznym Politechniki Warszawskiej w Katedrze Chemii i Technologii Polimerów.